# Хоружа Віра Захарівна
Віра Захарівна Хоружа (біл. Віра Харужая, пол. Wiera Charuża; 27 вересня 1903, Бобруйськ — 1942, Вітебськ) — Герой Радянського Союзу (посмертно), партизанська активістка, зв'язкова між Центральним Комітетом КП Білорусії і командуванням фронту, учасниця громадянської війни, секретар ЦК Комуністичної спілки молоді Західної Білорусії. Займалася військовою розвідкою і шпигунською діяльністю. Мала псевдоніми «Вероніка Карчевська», «Алеся Шипшина», «Анатолька», «Підпільник», «А. С. Корнілова». Володіла білоруською, російською, німецькою, польським та єврейською мовами. При народженні мала прізвище «Хорунжа», згодом через помилки в документах отримала іншу. Уже під час свого життя була кумиром радянської молоді.

## Біографія
Народилася 27 вересня 1903 року в місті Бобруйську (Мінська губернія) в сім'ї службовця. Білоруска. Батько до 1908 рік служив в поліції, потім був звільнений і після декількох років безробіття став працювати десятником з осушення боліт. Навчалася в гімназії, потім в школі другого ступеня в Мозирі. Після закінчення в 1919, в 16 років працювала наймитом у куркулів, потім учителем в селі, потім пішла добровольцем на громадянську війну в Червону Армію.
У роки Громадянської війни боролася добровольцем з загонами Булак-Балаховича. У 17 років — член комсомолу (з 1920 року), член ВКП (б) з 1921 року. Працювала спочатку в Мозирському, потім в Бердичівському УКОМ комсомолу завідувачкою політпросвітвідділу.
Після закінчення війни працювала в комсомолі Білорусії. У 1922-23 вчилася в центральній радпартшколі в Мінську. Була членом особливого загону по боротьбі з бандитизмом. Працювала редактором комсомольської газети «Малади арати» («Молодий орач»). У 1923 році виходить заміж за Станіслава Скульского.

### В Польщі
З 1925 року — секретар підпільного ЦК комсомолу і член ЦК КП Західної Білорусії, член ЦК комсомолу Польщі. У звіті польської охранки про розкриття комуністичної партії Західної Білорусії на території Білостоцького воєводства про Віру Хоружей говорилося: «Вищевказана вважається виключно сміливою і активною діячкою». Була заарештована 15 вересня 1925 року в Білостоці та засуджена польською владою до шести років позбавлення волі, які пізніше були збільшені до восьми років позбавлення волі. За дорученням тюремної парттрійки в останньому слові сказала наступне:
«Наша партія дійсно народилася і нині існує в важких умовах підпілля. Але питається, хто її загнав у підпілля? Відповідь одна — уряд буржуазії і поміщиків. Ми роз'яснюємо робітникам і селянам Західної Білорусії, що в Радянській Росії живуть наші єдинокровні брати, які будують соціалізм і бажають нам успіху в боротьбі з капіталізмом. Ви звинувачуєте нас у тому, що ми хочемо відірвати „Креси Всходні“ (східні землі) від Польщі і приєднати їх до Радянської Росії. Хочу заявити наступне. Цієї вимоги поки немає в програмі нашої партії. Але комуністи завжди відстоювали і будуть відстоювати право кожного народу на самовизначення аж до відокремлення.»
У листі матері з в'язниці 26 квітня 1926 писала:
«Ні, мамочко, я і тепер так само бадьора, як в 1920—1921 рр., Коли ми жили ще разом. Адже я ж прекрасно знала, що мене чекає, і це ні на хвилину не зупинило, не змусило мене навіть задуматися … З міцною вірою в свою правоту і з надією на краще майбутнє і в'язниця — не тюрма.»
Перший раз в Бресті вона притягувалася по процесу «31-го» разом з Р. Вольф, З. Поплавським і ін. Тоді вона була засуджена на 6 років суворого тюремного ув'язнення. Процес тривав з 10 по 17 січня 1927 року. Засуджені зустріли вирок співом «Інтернаціоналу», організувавши в залі з ініціативи Віри Хоружей політичну демонстрацію, яка була підтримана трудящими Бреста за стінами суду. У в'язниці Віра була членом партійного комітету в'язниці. Другий раз — по процесу «133-х» в Білостоці в квітні — травні 1928 року.
«Скоро у мене другий суд. Це буде дуже великий, цікавий процес. Мій перший суд, про який ти вже знаєш, був у порівнянні з цим зовсім маленьким і тривав лише вісім днів.»
У процесі «133-х» в числі основних обвинувачених разом з В. Хоружою були керівні працівники КПЗБ Я. Черняк (Аронштам), С. Скульський, Р. Вольф, Ф. Карлівський, Л. Ковенська, В. Свежбінський, К. Басинський, З. Пилипенко, А. Захарьяш і інші. Віра Хоружая була засуджена на вісім років каторги.
У 1930 році знаходилася в камері жіночої в'язниці «Фордон», коли її представили до нагороди орденом Трудового Червоного Прапора. У 1931 році її послання з в'язниці вийшли в СРСР окремою книгою під назвою «Листи на волю».
«… Пишу вам, і груди розривається від болю безмірною, від великої радості. Я насилу стримую сльози, а далекі, незабутні образи один за одним відбуваються перед очима: комсомольський осередок, „Азбука комунізму“, перші гуртки, навчання, могутнє зростання. Комсомол, комсомол! Чи ж не п'ять, а п'ятнадцять, п'ятдесят років безсилі вирвати з моєї пам'яті ці спогади, безсилі змусити мене забути про те, що комсомол зробив мене більшовичкою, виховав, загартував, навчив не тільки боротися, але і любити революцію найбільше, більше життя …» («Листи на волю», В. Хоружа)

### В СРСР
У 1932 році була обміняна на польського ксьондза відповідно до міждержавної угоди між СРСР і Польщею про обмін політв'язнями і повернулася в Радянський Союз. Захоплена молодь влаштувала їй величезну демонстрацію, Віру Хоружу буквально на руках винесли з вагона. Її мова на стихійному мітингу викликала бурю захоплення. Поет республіки Михась Чарот присвятив їй вірш. В БССР Віра Хоружая писала статті, відозви і брошури для КПЗБ. 9 серпня 1932 року, Надія Крупська в «Правді» назвала Віру зразком справжньої революціонерки.
У 29 років підпільниці пропонують вибір: подальше навчання або робота в виконкомі Комінтерну. Вона вибирає роботу в Польській секції. У вересні 1933 року в Москву приїжджає знайомий Віри по Мінську Антосьо Спис, запрошуючи її в білоруську столицю на роботу публіциста. Комісія з чищення членів КП (б) Б, що працюють в представництві КПЗБ, від 7-9 грудня 1933 року навпроти її прізвища зробила запис: «вважати перевіреною».
У 1933 році Хоружа пише заяву секретарю ЦК КПЗБ Корчик, в якому відмовляється від ордена і просить, щоб «цей орден отримав ЦК КПЗБ від імені всіх політичних в'язнів в Польщі». Однак Корчик радить їй не відмовлятися від ордена, після чого Хоружая отримує орден з рук Червякова.
На повторному розгляді цього питання наполіг її колишній чоловік, представник КП Польщі в Комінтерні, Станіслав Скульський. Віру Хоружу викликають на засідання спеціально створеної комісії при Польські секції в складі Альберта, Списа і Глібова, яка приймає 25 листопада 1934 року рішення: за «найвищою мірою легковажну і необдуману поведінку під час слідства в дефензиві в 1925 році» оголосити "сувору догану з забороною займати відповідальні парт. посади протягом двох років. Зобов'язати тов. Віру Хорунжу повернути орден Червоного Прапора, вручений їй свого часу ЦВК БРСР ". Приводом для такого рішення стало те, що Віра Хоружа проявила «довірливість по відношенню до офіцера Другого Відділення польського Генштабу, якому … доручила передачу записки на конспіративну квартиру» — згідно з формулюванням комісії. Також комісія врахувала, що батько Хоружої в цей час працював на польську поліцію.
19 грудня 1934 року Віра Хоружая написала звернення до Президії БРСР:
«До Президії ЦВК БРСР.
У 10 річницю визволення від польської окупації я, перебуваючи в польській тюрмі, рішенням ЦВК БРСР була нагороджена орденом Трудового Червоного Прапора. З огляду на те, що мотиви, якими керувався ЦВК, нагороджуючи мене орденом, тепер відпадають, оскільки є партійне рішення про мою поведінку під час арешту, яка позбавляє мене права на таку високу нагороду, я вважаю своїм обов'язком повернути вручений мені орден.
(Підпис внизу: „Віра Хорунжа“)»
22 лютого 1935 року на засіданні Бюро ЦК КП (б) Б «Про орден Трудового Червоного Прапора БРСР Віри Хоружої» була прийнята резолюція: «У зв'язку з новими обставинами виявилось, що Хоружа отримала орден Трудового Червоного Прапора без достатніх підстав, запропонувати Президії ЦВК своє рішення про нагородження В. Хоружої скасувати.»
Згідно з постановою партколегії КПК по БРСР від 11 січня 1935 року, що знаходиться в Національному архіві Республіки Білорусь, «антипартійний проступок» Хоружей описаний таким чином її колишнім чоловіком Мертенс-Скульським: «визнання, що прибула з СРСР і є громадянкою СРСР, визнання виконуваної в партії роботі, виявлення клички активного члена партії т. „Кароля“, відправлення з охранки на партійну квартиру листів через жандармського офіцера, що викрило цю квартиру, підтвердження, що на іншій квартирі знаходилася партійная явка.»
Відповідно до виписки з акта № 7 перевірки партдокументов від 8 вересня 1935 року, що знаходиться в Національному архіві Республіки Білорусь, комітет партконтролю повертає їй партквиток з прізвищем — Хоружа (без букви «н»), обмежившись «суворою доганою за непартійне поведінку при допиті в 1925 році в польській тюрмі.»
У 1935 році поїхала до Казахстану на «Балхашстрой», де працювала завідувачкою будинку партпросвіти. Вийшла заміж вдруге за Корнілова Сергія Гавриловича. У 1936 році у неї народилася дочка, яку назвали Анею. Там ж 10 серпня 1937 року в Будинку Культури заарештована за звинуваченням у шпигунстві на користь Польщі, доставлена до Мінська до в'язниці НКВС.
Провела два роки у в'язниці, веденням її справи по черзі займалися чотири слідчі. Їй ставилося статті 66, 68 п. «А» і 76 КК БРСР. Під час процесу вимагала очної ставки з Лазарем Аронштамом, Йосипом Логіновичем, колишнім чоловіком Станіславом Скульським і Любов'ю Янковською, дали на неї показання. Аронштама, Скульского і Янковську суд викликати не зміг через їх смерті. Під час суду говорила наступне:
На початку мого арешту я написала заяву на ім'я ЦК ВКП (Б), в якій вказувала, що арешт мій є помилкою, а згодом я прийшла до висновку, що арешт не був помилкою, тому що я працювала в ЦК КПЗБ з групою провокаторів, яких не могла розглянути і своєчасно розкрити, це я вважаю, є моя найважча провина перед партією, народом Польщі та СРСР.
… На додаток моїх свідчень я хотіла сказати, що після повернення мого в СРСР я хотіла назад поїхати на нелегальну партійну роботу в Польщу, але Міллер, який приїхав незабаром з Польщі, сказав, що ти почекай, підлікуюся в СРСР і що зараз революційний рух в Польщі зростає з кожним днем, а також висуваються молоді керівні партійні працівники і що ти, прибувши до Польщі, не будеш займати таке керівне місце, як раніше.
А також приїхав Корчик, коли дізнався, що я маю знову бажання поїхати в Польщу, почав мене вмовляти, щоб я не рвалася зараз на роботу в Польщу і що ми з тобою повинні рахуватися і берегти керівні партійні кадри, тому що таких працівників лічені одиниці. На це я Корчику все ж заявила, що якщо через півтора року я не буду послана знову в Польщу на нелегальну партійну роботу, то я буду ставити питання перед Комінтерном.
На зроблене мною заяву Корчику останній обіцяв мені після того, як я відпочину, направити мене знову в Польщу, але це було тільки на словах, а на ділі вони зі Скульським взяли зовсім інше рішення, а саме прибрати мене з дороги, щоб я їм не заважала в контрреволюційній роботі в КПЗБ.
… На партійній роботі в Польщі я працювала з усім запалом і властивими якостями більшовика. Якщо всупереч таким сволотам, як Скульський і Корчик та іже з ними, в Польщі було піднято революційний рух, то в цьому є і моя заслуга … Коли я прибула до Польщі, там комсомолу не було, але я його створила своїми власними руками і до відходу мого до в'язниці в Польщі налічувалося близько 1500 комсомольців.
… Мені єдине незрозуміло, те, що в обвинувальному висновку зазначається, що я була польською шпигункою і провокатором. Для чого мені це потрібно було, обвинувальний висновок не дає прямих відповідей. Питається, для чого мені потрібно було бути польської шпигункою, мабуть для того, щоб сидіти в тюрмі 7 років, але кому це потрібна така честь, щоб сидіти 7 років у в'язниці. Справжніх шпигунів і провокаторів у в'язниці 7 років не тримають, а якщо і тримають, то не більше 2-3 місяців.
На попередньому слідстві мені не було задано жодного питання — чи намагалися мене завербувати в агенти польської розвідки під час мого перебування у в'язниці. А під час мого перебування у в'язниці в Польщі працівники дефензиви намагалися мене завербувати, обіцяючи мені все, що я хочу, але я це прийняла за ляпас і дала на це категоричну відмову.
… Ніхто мене не міг протиставити моїй Радянській державі, а тому я ніколи не видавала нікому таємниці своєї держави. Я хочу згадати і привести тут, як казав Людовик XIV, незважаючи на те, що я перебуваю у в'язниці. Людовик XIV говорив: «держава — це я!», І я хочу сказати, що Радянська держава — це я!
… У рішенні трибуналу буде виражено, чи було це життя шпигунки і провокатора або ще кого, і якщо суд винесе вирок про направлення мене в табори, я буду першим помічником керівництву таборів, буду першою бригадиркою стахановського руху і також буду перегризати горло будь-якому ворогові, який намагатиметься проводити свою роботу.
… Якщо я буду направлена в табори, я не розкисну і не розмокну. Ніхто мене не зламає і не відіб'є любові до нашої партії і Радянської держави. Я залишуся такою ж, якою я є на сьогоднішній день, до кінця відданою нашій партії, яка є для мене найдорожчим в моєму житті. (Стенограма судового засідання)
Після дводенного засідання 15 серпня 1939 року рішенням суду виправдана і звільнена з-під варти. У 1939 році відновлена в партії. Після приєднання Західної Білорусії Віра Захарівна Хоружая працює в Пинському обласному Комітеті партії. У листопаді 1940 року рішенням партколегії комісії партійного контролю при ЦК ВКП (б) сувора догана знятий.
Під час німецької окупації разом зі своїм другим чоловіком Сергієм Корніловим, будучи вагітною вступила в партизанський загін під командуванням В. З. Коржа, героя боїв громадянської війни в Іспанії, і працювала там зв'язковою. Чоловік Віри Хоружей, Сергій Гаврилович Корнілов, був поранений в плече, ногу і груди в бою біля колишнього маєтку Запілля біля Пінська і помер в несвідомому стані під час відступу. Про це збереглася її запис:
«Я згадала сильні і жорсткі слова Долорес Ібаррурі: краще бути вдовою героя, ніж дружиною боягуза, — і по-новому зрозуміла сенс цих слів.»
Будучи вагітною, наприкінці 1941 р перейшла лінію фронту для встановлення зв'язку з ЦК КП (б) Білорусі. Досягнувши пункту призначення, була відправлена командуванням до рідних, які жили в евакуації в Пензі, де народила хлопчика, якого назвала Сергієм, на честь загиблого чоловіка. Віра Хоружая в грудні 1941 року написала секретарю ЦК КП (б) Б Пантелеймону Пономаренко.
«Я … нестерпно страждаю від думки, що в такі грізні дні, коли фашистські нелюди терзають і топчуть рідну мою Білорусію … залишаюся в резерві …»

### Смерть
На початку 1942 року Віра Хоружа їде в Москву, щоб готуватися до нелегальної роботи на окупованих територіях. У серпні 1942 ще раз перейшла лінію фронту на чолі спецгрупи до Вітебська. За документами, підготовленим в Центрі, вона проходила як Анна Сергіївна Корнілова: як псевдонім Віра взяла імена дітей та прізвище загиблого чоловіка.
Група Корнілової-Хоружої базувалася в партизанському загоні поблизу Вітебська. Завдання підпільників полягало в проникненні в місто і налагодженні мережі інформаторів з числа городян для збору оперативних даних про противника. Перші ж спроби проникнення в місто показали, що документи, зроблені в Москві, не є надійними, а підпільна робота ускладнена активною діяльністю органів німецької контррозвідки. Завдяки даним підпільників, радянська авіація завдавала ударів по складах боєприпасів і пального.
13 листопада 1942 року трапився провал. У листопаді 1942 року на явочній квартирі (Тракторна вул. № 4) Віра Хоружая була заарештована нацистами, разом з нею були затримані, послані до неї для зв'язку з партизанським загоном Софія Панкова, яка також сиділа в тюрмах за роботу в КПЗБ, і Клавдія Бордачева, Суранова 1907 р.н., Василь Воробйов 1909 р.н. (До війни директор вітебського хлібозаводу, господар явочної квартири), його дружина Агафія і Марія Воробйова 1 858 р.н. Ні як загинули, ні де поховані схоплені нацистами підпільники, залишилося невідомим.
Про провал групи в загоні стало відомо лише 26 листопада. Відомо лише, що одна з учасниць групи видала її справжнє ім'я «Віра», також німцям вдалося розшифрувати донесення групи. Анна Кіташева — розвідниця армійської розвідгрупи, стала однією з небагатьох, що вийшов живими з Вітебської спецв'язниці СД. 3 грудня 1942 року вона опинилася в камері, де було понад двадцять заарештованих, в тому числі Віра Хоружа. За свідченням Кіташевої, через побої Хоружа вже не могла ходити. Після тритижневих нелюдських тортур і знущань Віра Хоружа була страчена, ймовірно, на території колишнього 5-го залізничного полку, що не видавши жодної інформації.

## Нащадки
У Віри Захарівни залишилася дочка — Шляпникова Анна Сергіївна (1936 року народження) — випускниця ТСХА, агрохімік і ґрунтознавець, а також син — Хоружий Сергій Сергійович — нині російський фізик, філософ, богослов, перекладач.

## Нагороди
Нагороджена орденом Леніна (посмертно) і орденом Червоного Прапора (посмертно). Невідомість обставин загибелі стала причиною того, що тільки Указом Президії Верховної Ради СРСР від 17 травня 1960 року Вірі Захарівні Хоружій було посмертно присвоєно звання Героя Радянського Союзу.

## Пам'ять
- Завдяки І. Кравченко вціліла зошит з нарисом «Светазарная травня Білорусь!», Що містить в тому числі вірші Хоружої.
- Життю і подвигам Віри Хоружої присвячені фільм «Листи до живих» (1964), 2-а симфонія композитора Кіма Тесакова, експонати музею 73-й мінської школи.
- У ряді міст Білорусі її ім'ям названі вулиці і площі, встановлені пам'ятники, меморіальні дошки.
- У 1964 році була випущена поштова марка, присвячена Вірі Хоружій. В цьому ж році був виданий поштовий конверт із зображенням пам'ятника В. Хоружій в місті Пружани Білоруської РСР (№ 3490 / 64-557, каталог Лапкіна).
- У 1978 році видано художній маркований конверт, присвячений героїні.
- У середній школі № 192 міста Москви, в якій довгий час існувала піонерська дружина імені Віри Хоружої, з 1965 року діє музей «Героїні Великої Вітчизняної війни», основна частина експозиції якого присвячена подвигам В. З. Хоружої.[2]
- У Бобруйську середня школа № 27 носить ім'я Віри Хоружої.